# 13-й район
«13-й район» (фр. Banlieue 13) — художественный фильм 2004 года, снятый режиссёром Пьером Морелем по сценарию Люка Бессона и Ларби (Биби) Насери. Фильм известен использованием паркура как основного элемента выполнения трюков без каких-либо доработок и компьютерной графики. Из-за этого некоторые критики проводили сравнения с популярным тайским фильмом «Онг-Бак».
В главных ролях выступили основатель паркура Давид Белль и известный каскадёр Сирил Рафаэлли.
Фильм более известен под названием B13, именно так он был представлен на французских постерах.

## Сюжет
2010 год, Париж, из-за разгула преступности некоторые особо опасные районы французской столицы превращены в закрытые зоны и отгорожены от более нормальных и менее опасных кварталов бетонной стеной. За ней бурлит совсем другая жизнь: здесь процветает торговля наркотиками и оружием, здесь даже дети не выходят из дома без оружия, здесь давно не работают школы и поликлиники, здесь полиция не стоит на страже закона, а лишь защищает себя или же сама поддерживает беззаконие.
Лейто, отчаянный парень, завладевает партией наркотиков, которая принадлежит местному криминальному боссу Тахе. В своей квартире он в ванной начинает уничтожать наркотики, параллельно человек Тахи — К2 и его люди, вычисляют Лейто и по одному убивают его охрану, пробираясь к нему. Лейто успевает убежать от людей К2, последние обнаруживают, что вся наркота смыта в канализацию. Эту новость приносят Тахе, тот недоволен работой. Он пытается «подтолкнуть» своих людей к мысли, как поймать Лейто, убивая каждого, кто ничего не предлагает. Когда очередь доходит до К2, он предлагает похитить сестру Лейто, Лолу, которая работает кассиром в супермаркете.
К2 забирает Лолу и доставляет на базу к Тахе. В это время Лейто через стеклянный потолок врывается в кабинет Тахи и берёт его в заложники. Понимая, что они так просто базу не покинут, Лейто и Лола ведут его с собой в машину. Начинается погоня за ними, но Лейто и Лола успевают приехать в полицейский участок, который закрывается из-за неконтролируемой ситуации в районе и им сейчас не до посадки опасного преступника. Комиссар, понимая, что рядом с полицейским участком стоят в три раза больше людей с оружием, нацеленные на них, хитростью сажает Лейто за решётку, а Таху отпускает, позволяя уйти ему вместе с Лолой. За предательство Лейто убивает комиссара, сломав ему шею.
Проходит 6 месяцев. Офицер спецназа Дамьен Томасо завершает операцию в казино по обезвреживанию банды и сразу получает новое задание: проникнуть в 13-й район и обезвредить нейтронную бомбу. Ранее люди Тахи захватили грузовик с чемоданом и открыли его, случайно активировав таймер. Таха даёт задание К2 побыстрее продать бомбу. Дамьена делают заключённым и сажают в фургон с Лейто, которого переводят в другую тюрьму. По дороге Дамьен освобождается от наручников и пытается открыть заднюю дверь, рассказывая историю об убитом Тахой его отце, пытаясь намекнуть Лейто насчёт Тахи и его сестры, которую время от времени пичкают наркотиками в логове Тахи. Дамьен открывает заднюю дверь и сразу завладевает фургоном, к нему присоединяется Лейто. Однако последний пристёгивает Дамьена наручниками к рулю, раскусив его, что он полицейский. Приехав в 13-й район, Лейто покидает фургон, оставляя Дамьена одного с чернокожими бандитами.
Дамьен справляется с бандитами, догоняет Лейто и пристёгивает его наручниками к перилам. Дамьен рассказывает ему про бомбу, которая скоро сотрёт 13-й район с лица земли. Лейто обещает ему помочь, взамен он требует сохранность Лолы. Напарники привлекают внимание Тахи, и люди К2 приводят их  в его кабинет. Дамьен рассказывает про нейтронную бомбу, которую уже установили на одной из высоток. Вместе с ней находится пристёгнутая Лола, канистра с бензином и коробка спичек. Бомба взорвётся через час. Таха требует за бомбу €20 млн. Дамьен звонит своему начальству и озвучивает требование Тахи, но те  отказываются платить и говорят, чтобы Дамьен нашёл другой путь решения конфликта. Дамьен делает вид, что начальство согласилось перевести деньги через 20 минут. Люди Тахи уводят Дамьена и Лейто в комнату, но по пути те сбегают через канализацию по подземному ходу, ранее прорытому Лейто. Счёта Тахи взломаны (ранее Дамьен передал правительству коды банковского счёта) и полностью опустошены. Таха говорит, что есть дополнительные счета в сейфе для оплаты охраны и требует у К2 пистолет. Но К2 не слушает его, после чего Таху расстреливают его же люди, поняв, что тому нечем им платить.
К2 с людьми преследуют Лейто и Дамьена и загоняют их в тупик, но Дамьен убеждает их в том, что сможет обезвредить бомбу и К2 их отпускает. Из-за слабого состояния Лола пытается сначала разлить бензин, а потом поджечь спичку. В последний момент Лейто, вместе с Дамьеном справившись с громилой, успевает поймать спичку и спасает сестру от гибели. Дамьен связывается с начальством и просит сказать код для обезвреживания бомбы. в процессе ввода кода, Лейто начинает подозревать, что код связан с кодом района, и предполагает, что этот код предназначен для активирования бомбы. Лейто пытается убедить Дамьена не вводить код, но тот его не слушается. Между ними начинается драка . В последний момент Лола останавливает Дамьена, который собирается ввести последнюю цифру. Таймер истекает, но бомба не взрывается, доказывая, что Лейто был прав.
Лейто и Дамьен возвращаются в здание правительства и передают правительственному агенту бомбу. Дамьен снова вводит код, но агент признаётся, что код предназначен для взрыва района, так как ситуация вышла из-под контроля и других вариантов, как уничтожить целый район, не было. Это признание записывают одновременно оператор, находящийся на крыше здания рядом, и Дамьен на скрытый микрофон. Вскоре на всех телеканалах начанают показывать признание агента.
Лола и Лейто возвращаются в 13-й район. Правительство обещает снести стену и начать развивать район.

## В ролях
- Давид Белль — Лейто
- Сирил Рафаелли — Дамьен Томасо
- Тони Д’Амарио[англ.] — К2
- Дани Вериссимо — Лола
- Биби Насери — Таха
- Франсуа Шатто — Крюгер
- Николас Войрион — Корсини

## Критика
Фильм получил в основном положительные отзывы за пределами Франции. На агрегаторе рецензий Rotten Tomatoes рейтинг одобрения составляет 80 % на основе 116 отзывов. Критический консенсус веб-сайта гласит: «Безостановочная захватывающая поездка, головокружительные последовательности действий более чем компенсируют любые изъяны сюжета».

## Продолжение
Производство сиквела, прежде известного как Banlieue 13-U, было начато в августе 2008 года в столице Сербии Белграде и продолжалось вплоть до октября того же года. Давид Белль и Сирил Рафаели, оба исполнили свои оригинальные роли Лейто и Дамьена, соответственно. Люк Бессон снова продюсировал и написал сценарий для фильма, а режиссёром стал Патрик Алессандрен. Название фильма на стадии постпродакшн было изменено на «13-й район: Ультиматум». Выход фильма состоялся 18 февраля 2009 года во Франции, а в России — 3 сентября 2009 года.

## Перезапуск
Выход американского 3D ремейка состоялся в апреле 2014 года. Фильм известен под названием «13-й район: Кирпичные особняки». Действие фильма было перенесено с улиц Парижа на районы преступного города Детройта. Начало съёмок стартовало в 2013 году, возглавляемое EuropaCorp. Главные роли исполнили Давид Белль, который сыграл оригинальную роль, и Пол Уокер, а также рэпер RZA. Этот фильм стал последней крупной ролью для Пола Уокера, который погиб 30 ноября 2013 года.

## Выход в прокат
Мировая премьера состоялась 10 ноября 2004 года во Франции. Фильм получил рейтинг R по оценке MPAA.

## Сборы в прокате
Бюджет фильма составил 12 млн долларов.
В первый уик-энд показа в США собрал в прокате 411 544 долларов. Общие сборы в США составили 1 200 216 долларов, в других странах — 8 287 061 долларов. Общие сборы — 9 487 277 долларов.

## Саундтрек
| №   | Название                       | Исполнитель          | Длительность |
| --- | ------------------------------ | -------------------- | ------------ |
| 1.  | «Resistant»                    | Iron Sy              | 4:11         |
| 2.  | «Paname»                       | MC Jean Gab1         | 4:32         |
| 3.  | «Cause A Effet»                | Diams                | 5:13         |
| 4.  | «Warriorz»                     | Rohff                | 4:43         |
| 5.  | «Mental De Vietcong»           | IAM                  | 4:24         |
| 6.  | «Delinquante Musique»          | Lino                 | 5:46         |
| 7.  | «Motors»                       | Da Octopusss         | 2:01         |
| 8.  | «En Bas De Ma Fenetre»         | Singuila             | 3:39         |
| 9.  | «Je Ne Pourrai Jamais Oublier» | Nuttea               | 4:08         |
| 10. | «Ladies»                       | Kayliah              | 3:52         |
| 11. | «Loin De Ca»                   | Jmi Sissoko          | 3:22         |
| 12. | «Bomb»                         | Da Octopusss         | 2:47         |
| 13. | «Warriorz»                     | Oxmo Puccino         | 4:30         |
| 14. | «Jai Le Vocal De Taille»       | Loovay               | 3:49         |
| 15. | «Ecoute L Echo»                | Melissa              | 3:25         |
| 16. | «Banlieue 13»                  | Da Octopusss         | 2:57         |
| 17. | «Opera»                        | Da Octopusss         | 3:43         |
| 18. | «Fortress Europe»              | Asian Dub Foundation | 3:55         |

## Награды
- 2006 Golden Trailer — Best Foreign Action Trailer